# Serge Ernst

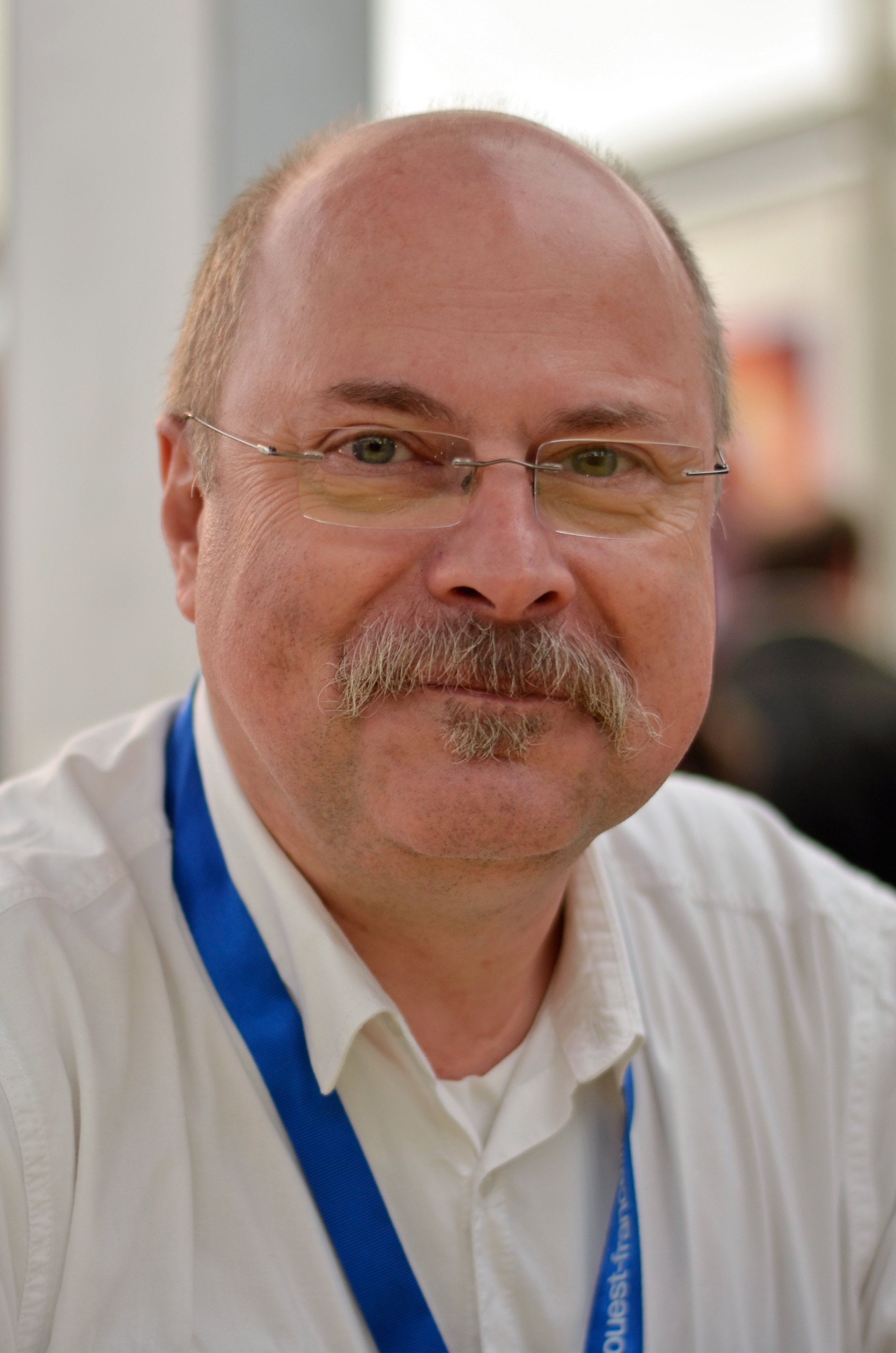
Serge Ernst (2012)

Serge Ernst (Thimister, 13 februari 1954) is een Belgisch striptekenaar en cartoonist.
Aan het instituut Saint-Luc te Luik volgde Ernst een opleiding in het tekenen, gravures maken, illustreren en het ontwerpen van reclames. Vervolgens werkt hij hier een jaar als docent illustreren.
In 1975 ging Ernst werken bij het stripblad Kuifje. Hij maakte hier de cartoon Knipoogje ('Clin d'Oeil') en de strips 'Les Égarés', 'William Hazehart' (William Lapoire, scenario van Didgé) en 'Les Casas de l'Oncle Ernst'. Vervolgens maakte hij, in samenwerking met uitgeverij La Sablière,  'Ciel mon Paris!' en 'L'Europe en Douce'.  In 1992 sloot hij zich aan bij het blad Robbedoes en maakte de strip 'De Zappers' ('Les Zappeurs', scenario later van de hand van Jean-Louis Janssens).
Ernst woont in Frankrijk.
- Biblioteca Nacional de España: XX5360883
- Bibliothèque nationale de France: cb12016377h (data)
- Gemeinsame Normdatei: 1145812384
- International Standard Name Identifier: 0000 0001 2281 824X
- Nederlandse Thesaurus van Auteursnamen: 068946880
- RKD-Nederlands Instituut voor Kunstgeschiedenis: 26550
- Système universitaire de documentation: 028300149
- Virtual International Authority File: 73864689